# 玉蒙铁路
玉蒙铁路纵跨中国云南省玉溪市和红河州，是规划建设的泛亚铁路东线的重要组成部分。线路自玉溪南站引出，经通海、建水、个旧到达蒙自市，全长约141公里，设计时速120 km，批复投资44.69亿元，是国家I级电气化铁路，于2005年12月15日开工。全线隧道35个、桥梁61座，桥隧共计77．84公里，占线路总长度54．95%。控制性工程为秀山隧道、柿花树隧道和汉邑村隧道。2012年8月14日上午10时16分，铁路全线铺通。2013年2月23日，玉蒙铁路正式开通运营。先期开通货运，并于4月28日开行昆明站至蒙自北站的客运列车。

## 连接铁路
- 玉溪站：昆玉铁路
- 蒙自北站：蒙河铁路